# William Pate Mulock

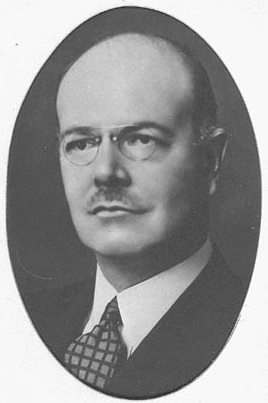
William Pate Mulock

Hon. William Pate Mulock, PC (* 8. Juli 1897 in Toronto, Ontario; † 25. August 1954 in Newmarket, Ontario) war ein kanadischer Jurist und Politiker der Liberalen Partei, der unter anderem zwischen 1934 und 1945 Mitglied des Unterhauses sowie von 1940 bis 1945 im 16. kanadischen Kabinett als Generalpostmeister Postminister war.

## Leben

### Rechtsanwalt, Erster Weltkrieg und erfolglos Kandidatur für das Unterhaus

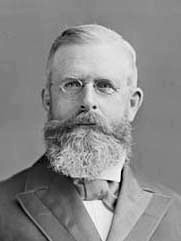
Mulocks Großvater Sir William Mulock war unter anderem zwischen 1896 und 1905 ebenfalls Generalpostmeister und zugleich von 1900 bis 1905 Arbeitsminister sowie zwischen 1931 und 1932 kommissarischer Vizegouverneur von Ontario.

William Pate Mulock, Sohn von William Mulock und Ethel Pate, war ein Enkel des Politikers Sir William Mulock, der unter anderem zwischen 1896 und 1905 ebenfalls Generalpostmeister und zugleich von 1900 bis 1905 Arbeitsminister sowie zwischen 1931 und 1932 kommissarischer Vizegouverneur von Ontario war. Er selbst begann nach dem Besuch des Upper Canada College (UCC) ein Studium der Rechtswissenschaften an der University of Toronto, wo er der Fraternity Kappa Alpha Society beitrat.
Nachdem er während des Ersten Weltkrieges als Angehöriger der Canadian Expeditionary Force (CEF) zuletzt an Kampfhandlungen in Sibirien teilgenommen hatte, setzte er sein Studium der Rechtswissenschaften an der Osgoode Hall Law School der York University fort. Nach seiner anschließenden anwaltlichen Zulassung war er als Rechtsanwalt, aber auch als Obstbauer tätig. Bei der kanadischen Unterhauswahl am 28. Juli 1930 kandidierte er für die Liberale Partei Kanadas im Wahlkreis York North für ein Mandat im Unterhaus, erlitt aber mit 10.104 Stimmen eine Niederlage und verpasste den Einzug ins Unterhaus. 

### Unterhausabgeordneter und Generalpostmeister
Nach dem Tode des bisherigen Wahlkreisinhabers Thomas Herbert Lennox am 3. Mai 1934 wurde er bei der dadurch notwendig gewordenen Nachwahl im Wahlkreis York North am 24. September 1934 mit 11.480 Stimmen zum Unterhausabgeordneten gewählt. Daraufhin war er bis zum Ende der 17. Legislaturperiode im Oktober 1935 noch Mitglied des Ständigen Ausschusses für Debatten sowie des Ständigen Gemeinsamen Ausschusses für die Bibliothek des Parlaments von Kanada.
Bei der Unterhauswahl am 14. Oktober 1935 wurde Mulock mit 9.638 Wählerstimmen im Wahlkreis York North abermals zum Mitglied des Unterhauses gewählt. Während der darauf folgenden 18. Legislaturperiode war er Mitglied zahlreicher Ständiger Ausschüsse sowie Sonderausschüsse des Unterhauses. Er wurde bei der Unterhauswahl am 26. März 1940 für die Liberale Partei im Wahlkreis York North mit 10.653 Stimmen wieder zum Unterhausabgeordneten gewählt. Während der 19. Legislaturperiode (1940 bis 1945) gehörte er als Mitglied dem Ständigen Ausschuss für öffentliche Konten sowie dem Ständigen gemeinsamen Ausschuss für das Druckereiwesen des Parlaments an.
Im 16. kanadischen Kabinett von Premierminister William Lyon Mackenzie King übernahm Mulock am 8. Juli 1940 von James Lorimer Ilsley den Posten als Generalpostmeister und damit als Postminister. Dieses Ministeramt bekleidete er bis zum 8. Juni 1945 und wurde nach einer knapp dreimonatigen Vakanz am 29. August 1945 von Ernest Bertrand abgelöst. Am 10. Juni 1945 schied er schließlich aus dem Unterhaus aus. Nach dem Tode von Joseph E. Atkinson am 8. Mai 1948 erbte er einige von dessen Anteilen an der Tageszeitung Toronto Star.